# 12 (film)
Pour les articles homonymes, voir Douze (homonymie).
Pour plus de détails, voir Fiche technique et Distribution.
12 est un film russe réalisé par Nikita Mikhalkov, sorti en 2007. Il s'agit d'un film de procès qui reprend le scénario de Douze Hommes en colère de Sidney Lumet. Il est présenté à la Mostra de Venise et a reçu le prix de l'Aigle d'or à Moscou.

## Synopsis
Un membre d'un jury d'assises convainc peu à peu les 11 autres jurés qu'un jeune Tchétchène, accusé de parricide, n'est pas forcément le coupable.

## Fiche technique
Sauf indication contraire, les informations mentionnées dans cette section peuvent être confirmées par la base de données cinématographiques IMDb,  présente dans la section « Liens externes ».
- Titre français : 12 ou Douze
- Titre original russe : 12 ou двенадцать (titre de travail : 12 разгне́ванных мужчи́н)
- Réalisation : Nikita Mikhalkov
- Scénario : Nikita Mikhalkov, Aleksandr Novototsky et Vladimir Moiseyenko, d'après le scénario de Douze Hommes en colère écrit par Reginald Rose
- Musique : Edouard Artemiev
- Décors : Viktor Petrov
- Costume : Natalia Dzioubenko
- Photographie : Vladislav Opelyants
- Son : André Rigaut et Vincent Arnardi
- Montage : Enzo Meniconi et Andrei Zaitsev
- Production : Nikita Mikhalkov et Leonid Vereschtchaguine
- Sociétés de production : Studio Trite et Three T Productions
- Pays de production :  Russie
- Langues originales : russe et tchétchène
- Format : couleur - 2,35:1 - 35 mm - Dolby Digital
- Lieux de tournage : Mosfilm Studios, Moscou, Russie
- Durée : 159 minutes
- Dates de sortie :
  - Italie : 7 septembre 2007 (Mostra de Venise) ; 27 juin 2008 (sortie nationale)
  - Russie, Ukraine et Kazakhstan : 20 septembre 2007
  - France : 21 mai 2009 (première télévisuelle) ; 10 février 2010 (sortie en salles)
  - Canada : 20 mars 2009 (sortie limitée)

## Distribution
- Sergueï Makovetski : juré no 1 (l'ingénieur)
- Nikita Mikhalkov : juré no 2 (le président du jury)
- Sergueï Garmach : juré no 3 (le chauffeur de taxi)
- Valentin Gaft : juré no 4 (le vieux juif)
- Alexeï Petrenko : juré no 5 (le cheminot)
- Iouri Stoïanov : juré no 6 (le producteur)
- Sergueï Gazarov (ru) : juré no 7 (le chirurgien)
- Mikhaïl Efremov : juré no 8 (l'acteur en tournée)
- Alexeï Gorbounov : juré no 9
- Sergueï Artsybachev (ru) : juré no 10
- Viktor Verjbitski : juré no 11
- Roman Madianov : juré no 12
- Alexandre Adabachyan : Pristav